# パク・ウンスク
パク・ウンスク（朝: 박은숙、1955年11月29日 - ）は、大韓民国の女性声優。
1973年に東洋放送 (TBC) に入社したが、1980年の五・一七非常戒厳令拡大措置で政権を掌握した全斗煥政権による言論統廃合によってTBCが韓国放送公社 (KBS) に吸収された結果、キャリア上はKBS14期として扱われている。現在は韓国放送声優劇会に所属してKBSの専属契約を離れ、フリーランスとして活動している。

## 出演作品
※太字は主役・ヒロイン・メインキャラクター。

### アニメ

#### 日本作品の吹き替え
- カードキャプターチェリー（カードキャプターさくら）（ケロ〔케로〕＝ケロちゃん）
- ミルモ・ポンポンポン（わがまま☆フェアリー ミルモでポン!）（ヤチュ〔야초〕＝ヤシチ）
- ぼのぼの（ボノボノ〔보노보노〕＝ぼのぼの）
- 美少女戦士セーラームーン（ルナ〔初代〕）

#### 韓国オリジナル作品
- 外界少年ウィジェット（외계소년 위제트）（ウィジェット）